# Rio Arari
Rio Arari är ett vattendrag i Brasilien.   Det ligger i delstaten Pará, i den nordöstra delen av landet, 1 600 km norr om huvudstaden Brasília.
I omgivningarna runt Rio Arari växer i huvudsak städsegrön lövskog.